# RoboCop: Rogue City
RoboCop: Rogue City – gra komputerowa z gatunku first-person shooter, wyprodukowana przez Teyon, a wydana przez Nacon na komputery osobiste, PlayStation 5 i Xbox Series X/S. Jej premiera odbyła się 2 listopada 2023 roku.
Gra powstała na kanwie filmów z serii RoboCop. Głosu głównemu bohaterowi udzielił znany z dwóch pierwszych części filmu aktor Peter Weller. Podczas prac twórcy skorzystali z silnika Unreal Engine 5. W produkcji była wersja na konsolę Nintendo Switch, jednak została anulowana.
Gra spotkała się z pozytywnym odbiorem w mediach branżowych. Chwalono głównie wierność w stosunku do filmów i oprawę graficzną, natomiast źle wyrażano się o błędach technicznych i animacjach postaci.

## Rozgrywka
Gracz steruje postacią RoboCopa, obserwując świat gry z perspektywy pierwszej osoby. Celem gry jest patrolowanie ulic, eliminacja przestępców i wystawianie mandatów. RoboCop korzysta z pistoletu Auto-9 o nieograniczonej amunicji, a także może podnosić broń po przeciwnikach. Gracz może chwytać wrogów i nimi rzucać. Wraz ze zdobywaniem punktów doświadczenia postać odblokowuje i poprawia swoje umiejętności pomagające w walce i dialogach z napotkanymi mieszkańcami miasta.
Podczas rozwiązywania śledztw RoboCop może skanować przedmioty i zbierać dowody zbrodni. Podczas wykonywania zadań, gracz może wybrać sposób postępowania np. być agresywnym czy postępować zgodnie z prawem. Niektóre ze zleceń mają miejsce na posterunku policji. Sposób wypełniania zadań wpływa na zakończenie głównej linii fabularnej.